# Wubi
Wubi é um instalador livre e oficial da distribuição do Ubuntu Linux para sistemas operacionais Windows, sob a licença GNU/GPL. O objetivo do projeto é permitir a usuários do Windows que não estão habituados com o Linux para que possam utilizar o Ubuntu sem risco de perder informações durante a formatação ou reparticionamento do disco. É possível também desinstalar o Wubi a partir do Windows como se fosse um simples programa.
O Wubi vem incluso nos CDs do ubuntu, mas pode ser baixado pelo site do projeto. A diferença do que vem nos CDs é que o Wubi apenas instala o próprio sistema que está contido no CD. Já o do site do projeto, quando se instala o Wubi, ele baixa a imagem do sistema por ele mesmo e em seguida instala o sistema. A vantagem de baixar do site do projeto é que nesse modo pode-se escolher se quer baixar o Ubuntu, Kubuntu ou outra variante.
Não se trata de uma máquina virtual, e sim de uma instalação autônoma numa imagem de disco. O Wubi foi incluído no Ubuntu 8.04 Hardy Heronζ. e foi descontinuado no Ubuntu 14.10 (Utopic Unicorn).
O Wubi não instala o Ubuntu diretamente em uma partição própria, e não pode aproveitar o espaço livre do disco rígido para instalar o sistema operacional. Entretanto, isso pode ser feito através do LVPM (Loopmounted Virtual Partition Manager), que permite transferir a instalação gerada pelo Wubi a uma partição designada para esse fim. Os usuários interessados na instalação sobre uma partição, como a habitual, e sem fazer uso de um CD, devem usar o aplicativo UNetbootin em seu lugar - que serve não somente ao Ubuntu, mas também a outras distribuições como o Slackware, Mandriva e OpenSuSE.

## História
A ideia original de Agostino Russo surgiu inspirada pelo Topoligilinux, que usava uma imagem de disco, e Instlux, que proporcionava um front-end para o Windows. A ideia era unir os dois conceitos, através de um instalador no Windows que permitisse montar uma imagem do Ubuntu. Posteriormente, Geza Kovacs refinaria a especificação e proporcionaria os primeiros protótipos. Oliver Mattos desenhou a interface de usuário original em NSIS.
Posteriormente, Agostino Russo refinou o conceito da instalação, passando de uma imagem pré-criada a uma criada através de uma versão modificada do instalador do Debian. Assim nasceu o projeto Lupin, e Agostino Russo desenhou e implementou a maioria do código, com algumas contribuições de Geza Kovacs.
Mais tarde, foi redesenhado e reimplementado o front-end para Windows, transformando-se no que é usado atualmente. Hampus Wessman contribuiu com o novo sistema de download e os scripts de tradução.